# محمد صالح سلجوقی
محمد صالح سلجوقی (زاده ۱۳۴۱ ولسوالی غوریان - ولایت هرات) سیاستمدار افغانستانی و نماینده مردم ولایت هرات در دوره‌های پانزدهم و شانزدهم مجلس نمایندگان است.

## زندگی‌نامه
محمد صالح سلجوقی زاده ۱۳۴۱ از ولسوالی غوریان ولایت هرات است. وی تحصیلات متوسطه خود را در لیسه/دبیرستان جامی هرات در سال ۱۳۵۸ به پایان برد. او مدت ۲ سال در دانشکده مهندسی دانشگاه کابل به تحصیلات خود ادامه داد و سپس به ایران مهاجرت کرد. در سال۱۳۷۸ توانست سند لیسانس خود در رشته طب را از دانشگاه هرات کسب کند.

## دیگر فعالیت‌ها
دیگر فعالیت‌های وی:
- عضو کادر علمی دانشکده طب هرات.
- نماینده مردم هرات در دوره‌های پانزدهم و شانزدهم مجلس نمایندگان.